# Eleccions generals neozelandeses de 2017
Les eleccions generals neozelandeses de 2017 van determinar el 52è Parlament de Nova Zelanda. El parlament anterior va ser triat el 20 de setembre de 2014 i estava a expirar-se el 10 d'octubre de 2017 si no es dissolia anteriorment. Es va dissoldre el 22 d'agost de 2017.

## Antecedents
El Partit Nacional, de centredreta, dirigit pel primer ministre Bill English, havia governat des de 2008 en un govern minoritari amb el suport dels partits Maorí, ACT Nova Zelanda (ACT) i Futur Unit. Va ser la primera elecció amb English com a primer ministre titular, que va reemplaçar a John Key el 12 de desembre de 2016. Els principals partits d'oposició al govern nacional eren el Partit Laborista, liderat per Jacinda Ardern, el Partit Verd i Nova Zelanda Primer.

## Sistema electoral
Els votants van triar 121 membres a la Cambra de Representants, amb 71 de circumscripcions electorals i 49 de llistes de partits. Nova Zelanda utilitza el sistema de representació proporcional mixta, donant als votants dos vots: un per a una llista de partits polítics i un altre per al seu diputat local, que és triat per escrutini majoritari uninominal. Poden afegir-se seients addicionals a la Cambra on hi ha un sortint, causat per un partit que guanya més electorats que els escons als quals té dret sota el vot del partit.

## Resultats
| 79.80% | ' |

| 79.80% | ' |

## Conseqüències
Els resultats provisionals van indicar que el Partit Nacional de Nova Zelanda havia guanyat en escons. ACT Nova Zelanda (ACT) va mantenir el seu seient únic, que combinat li va donar al govern Nacional una minoria de 59 escons, faltant 2 per a la majoria absoluta. Nova Zelanda Primer podia formar un govern amb el Partit Nacional o amb els Laboristes i els Verds doncs el líder de Nova Zelanda Primer, Winston Peters havia servit com Viceprimer ministre i Tresorer en un govern dirigit pel Partit Nacional després de les eleccions generals neozelandeses de 1996, i com a Ministre de Relacions Exteriors en un govern dirigit pel Partit Laborista després de les eleccions generals neozelandeses de 2005.
El 19 d'octubre de 2017, Winston Peters va anunciar que NZP tenia la intenció de formar un govern de coalició amb el Partit Laborista, amb el vot de confiança del Partit Verd, fent primera ministra a Jacinda Ardern.
Després de no poder formar govern tot i la victòria a les eleccions, el febrer de 2018, Bill English va dimitir com a líder del Partit Nacional obrint el camí a una cursa de lideratge i el 27 de febrer de 2018 Simon Bridges va ser elegit líder del partit, convertint-se també en líder de l'oposició, sent la primera persona amb ascendència maori a exercir com a líder del Partit Nacional.